# Gemelos Tornado
Los Tornados Gemelos eran superhéroes ficticios pertenecientes al universo de DC Comics. Los gemelos son Don y Dawn Allen, hijos de Barry Allen (el segundo Flash) e Iris West.
Los gemelos eran superhéroes reacios, como mínimo, puesto que habían crecido sin su padre (Barry Allen murió durante la Crisis en Tierras infinitas antes que ellos nacieran) y bajo la sombra del sucesor de Barry, Wally West. Don y Dawn nacieron en el año 2958 y heredaron la supervelocidad de su padre, pero guardaron el secreto ya que las personas con poderes especiales eran discriminadas durante la época en que ellos vivían. Ambos se convirtieron en superhéroes cuando impidieron una invasión de los Dominadores. El dúo no sobrevivió, muriendo en el año 2980 durante la batalla final contra las fuerzas alienígenas.
Dawn Allen y Jeven Ognats son los padres de Jenni Ognats, miembro de la Legión de Super Héroes bajo el nombre XS. Don Allen y su esposa Meloni Thawne (hija del reverso de flash) son los padres de Bart Allen, el héroe que inicialmente fue conocido como Impulso antes de madurar y convertirse en Kid Flash durante su estancia con los Jóvenes Titanes.
- Datos: Q279400